# Bat (godin)
De godin Bat was een koeiengodin uit het Oude Egypte. 

## Mythologische rol
Ze speelde een belangrijke rol in de late pre-dynastieke periode, maar wanneer precies de godin voor het eerst werd aanbeden is onduidelijk. 
Er zijn weinig mythologische verwijzingen naar de godin. Het vroegste geschreven bewijs voor de godin is te vinden in de piramideteksten, die noemen haar “Bat met haar twee gezichten”. Een verwijzing naar het dubbele beeld van de godin zoals te zien op sistra. Een ander bewijs is een pectoraal uit de 12e dynastie van Egypte waarin Bat tussen Horus en Seth staat en zo de eenheid van Egypte symboliseert.
Er is een theorie dat de godin uit Mesopotamië is geïmporteerd.

## Verschijning
De godin Bat wordt zelden afgebeeld in de Egyptische kunst, echter heeft ze wel een specifiek uiterlijk waarin ze verschilt van Hathor. Bat wordt afgebeeld met een mensenhoofd met koeienhoorns en oren. Anders dan bij Hathor buigen de hoorns naar binnen.
Voorbeelden van afbeeldingen van Bat zijn:
- Op een sistrum.[2]
- Op de menat; een halsketting en tevens muzikaal voorwerp.[2]
- Op de top van het Narmerpalet staan twee koeienkoppen afgebeeld die naar beneden kijken. Ook de koning draagt een kledingstuk met daarop kleine koeienkoppen.
- Een gestileerde koeienkop met sterren op de Gerzeh palet.[3]

Tijdens het Middenrijk werd de cultus van Bat overgenomen door die van Hathor, echter bleef haar gelaat te zien op Hathorzuilen. 

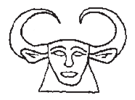
De godin van het Narmerpalet, 1e dynastie van Egypte
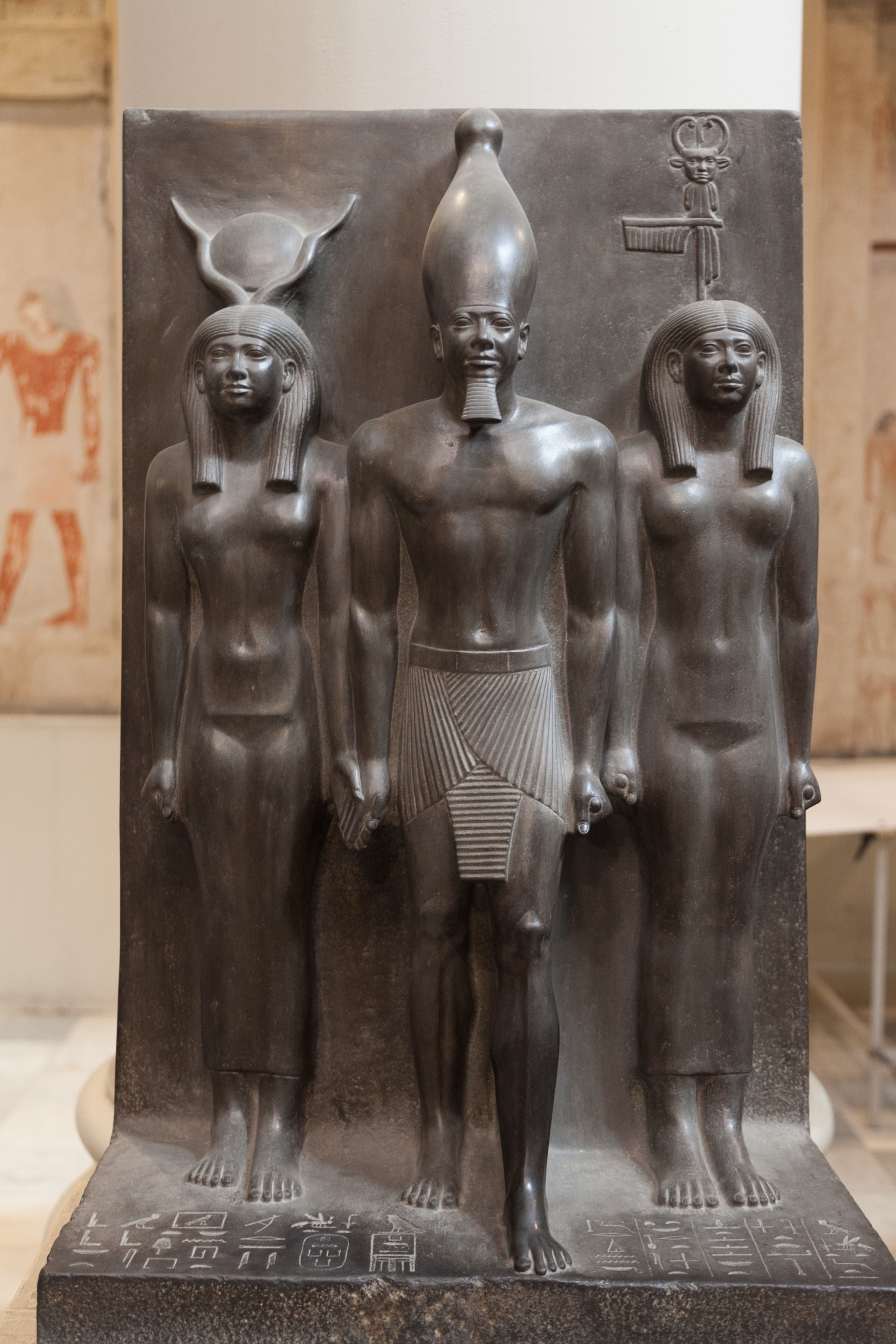
Koning Menkaoera met links Hathor en rechts Bat, 4e dynastie van Egypte
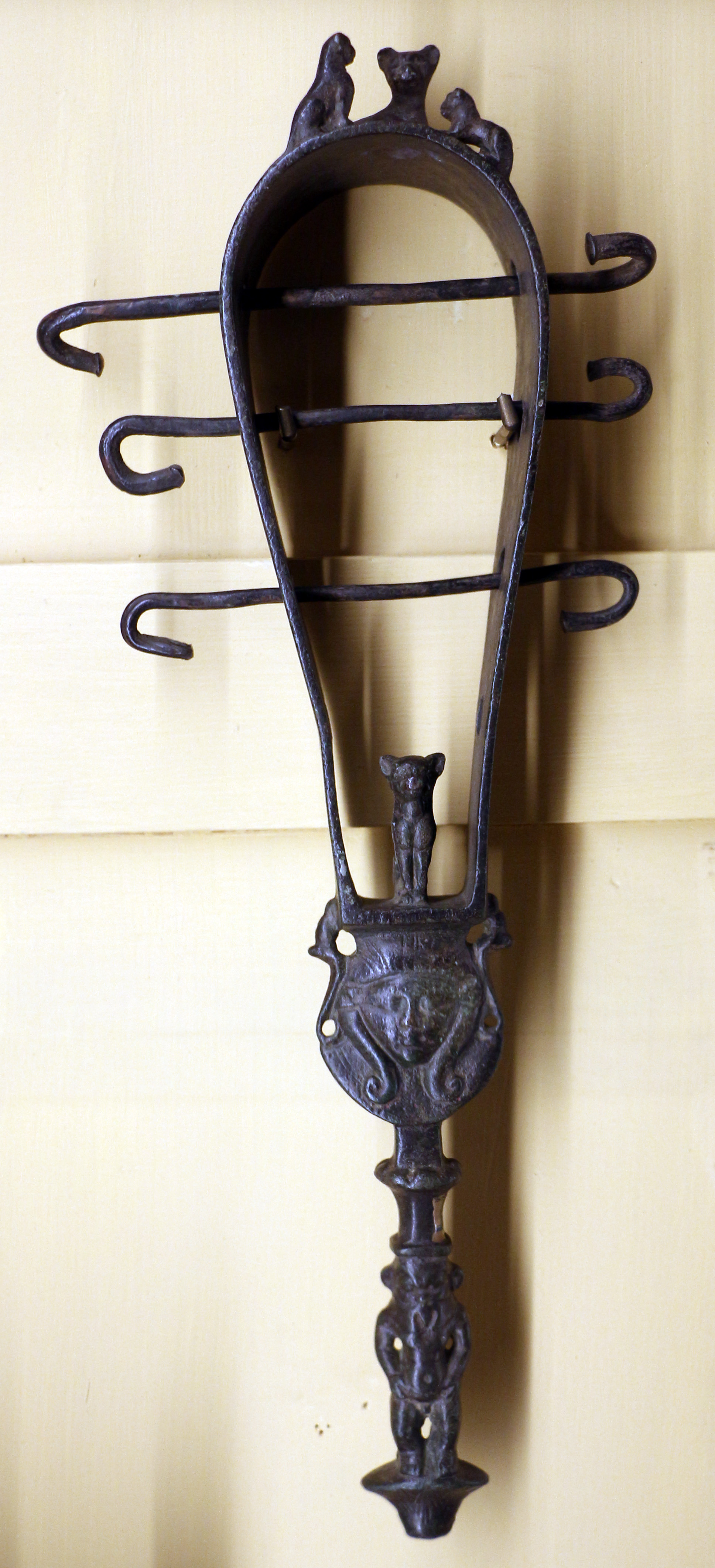
Sistrum met afbeelding van Bat/Hathor
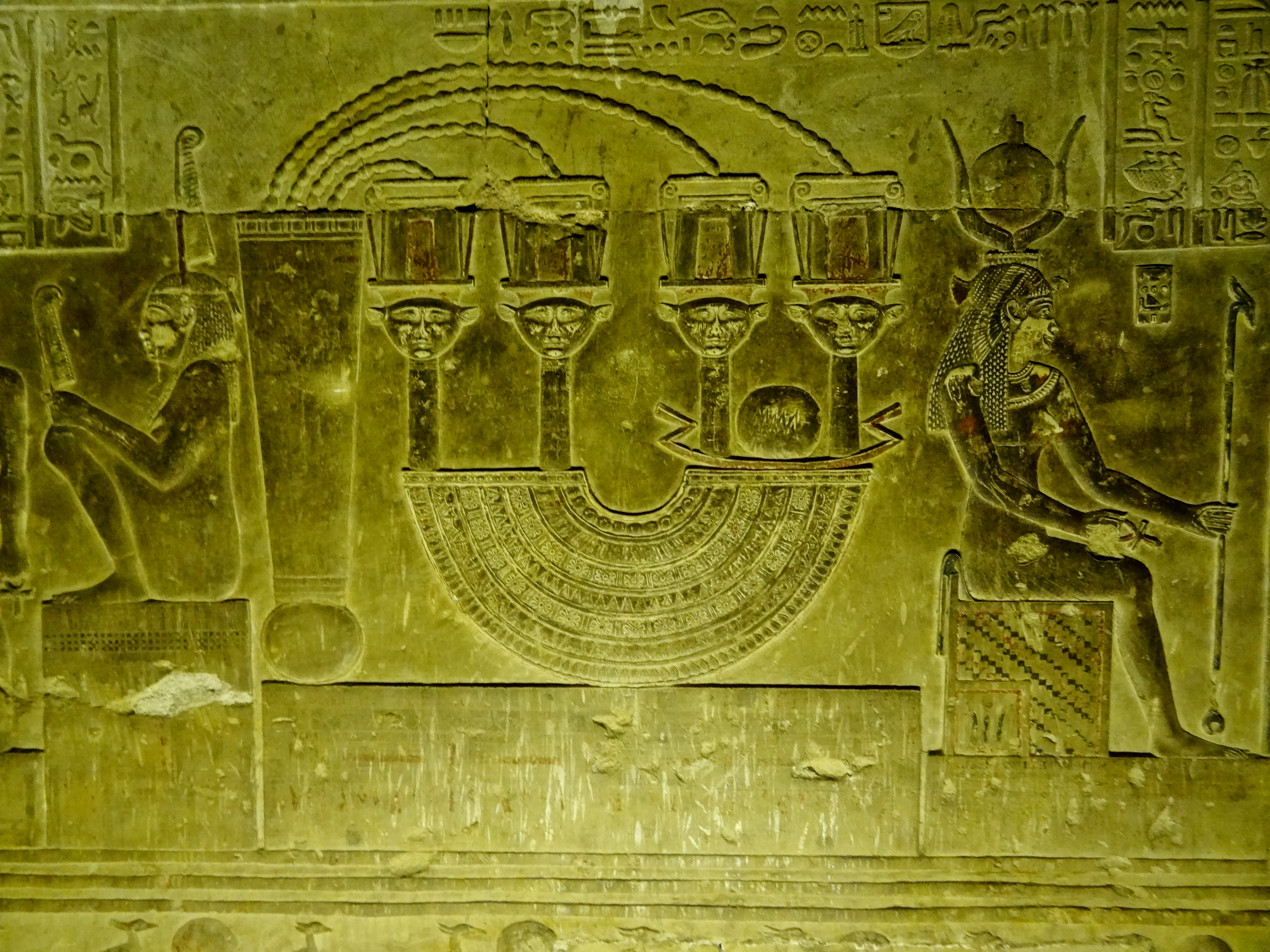
Menat met vier koppen van Bat, Tempel van Dendera, Ptolemeesche periode
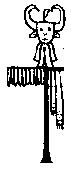
Fetish van Bat

## Aanbidding
Bat was patrones van de 7e Opper-Egyptische nome met als hoofdstad Diospolis Parva, dat in het gebied van het huidige Nag Hammadi ligt. Haar cultuscentrum was bekend als “het domein van de sistrum”. Ze was een belangrijke lokale godin. In het Nieuwe Rijk werd ze vereenzelvigd met Hathor.
Aker · Amaoenet · Ammit · Amenhotep, zoon van Hapoe · Amon · Amon-Re · Amset · Anat · Andjeti · Anhoer · Anubis · Anoeket · Apedemak · Apepi · Apis · Arensnuphis · Astarte · Atoem · Aton · Baäl · Baälat · Bat · Banebdjedet · Bastet · Benben · Benoe · Bes · Buchis · Chentiamentioe · Chepri · Chons · Doeamoetef · Geb · Hapy (Nijlgod) · Hapy (zoon van Horus) · Harmachis · Harpocrates · Hathor · Hatmehyt · Heh en Hehet · Heka · Heket · Herisjef · Hesat · Horus · Hoe · Iaret · Imhotep · Ishtar · Isis · Isis-Sothis · Kebehsenoef · Kek · Chnoem · Maät · Mandulis · Mentoe · Meretseger · Mesechenet · Min · Miysis · Mnevis · Moet · Naoenet · Nechbet · Nechen en Pe · Nefertem · Neith · Nennoe · Nephthys · Noen · Noet · Osiris · Pachet · Ptah · Qetesh · Ra · Renenoetet · Renpit · Resjef · Satet · Sechmet · Selket · Serapis · Sesjat · Seth · Sjoe · Sobek · Sokaris · Sopdet · Ta-Bitjet · Tabh · Tatenen · Taweret · Tefnoet · Thoth · Wadjet · Wepwawet · Werethekaoe ·